# Rate Furlan
Rate Furlan (Padova, 9 marzo 1911 – Roma, 28 novembre 1989) è stato un attore, sceneggiatore e regista italiano.

## Biografia
Furlan si è laureato in giurisprudenza, dopdodiché si è diplomato presso Conservatorio di San Pietro a Majella di Napoli e ha frequentato il Centro sperimentale di cinematografia di Roma e l'Accademia d'arte drammatica. Ha iniziato la sua carriera artistica come direttore d'opera. Nel 1948 ha lavorato per la prima volta, come sceneggiatore e direttore artistico nel film Giudicatemi. Nel 1949 è stato sceneggiatore, scenografo e assistente regista in La figlia della Madonna. Dopo un film inedito, ha fatto il suo debutto come regista nel 1949 con L'acqua li portò via, seguito da altri quattro lavori cinematografici fino al 1976.

## Filmografia

Rate Furlan in una scena del film Antonio Gramsci - I giorni del carcere (1977)

### Attore

#### Cinema
- Lucrezia, regia di Osvaldo Civirani (1968)
- La donna a una dimensione, regia di Bruno Baratti (1969)
- Una prostituta al servizio del pubblico e in regola con le leggi dello stato, regia di Italo Zingarelli (1970)
- Nel nome del padre, regia di Marco Bellocchio (1972)
- Antonio Gramsci - I giorni del carcere, regia di Lino Del Fra (1977)
- I figli... so' pezzi 'e core, regia di Alfonso Brescia (1981)
- Nostalghia, regia di Andrej Tarkovskij (1983)
- Rush, regia di Tonino Ricci (1983)
- Massimamente folle, regia di Massimo Troiani (1985)
- Il ventre dell'architetto (The Belly of an Architect), regia di Peter Greenaway (1987)
- Don Bosco, regia di Leandro Castellani (1988)
- Delitti e profumi, regia di Vittorio De Sisti (1988)

#### Televisione
- Un'estate, un inverno, regia di Mario Caiano – miniserie TV (1971)
- La vita di Leonardo da Vinci – serie TV, episodi 1x02-1x03 (1971)
- Marco Polo – serie TV, episodio 1x01 (1982)
- Gli indifferenti, regia di Mauro Bolognini – miniserie TV (1988)

### Regista e sceneggiatore
- L'acqua li portò via (1949)
- Zappatore (1950)
- Malavita (1951)
- Good bye Firenze (Arrivederci Firenze) (1958)

### Regista
- Animali d'Africa (1976)

### Sceneggiatore
- Giudicatemi, regia di Giorgio Cristallini (1949)
- La figlia della Madonna, regia di Roberto Bianchi Montero (1949)
- Città canora, regia di Mario Costa (1952)
- La regina dei tartari, regia di Sergio Grieco (1960)
- El Rojo, regia di Leopoldo Savona (1966)